# Versorgungsehe
Als Versorgungsehe wird im Schrifttum zum deutschen Sozialversicherungsrecht eine Ehe bezeichnet, von der aufgrund ihrer Kürze vermutet wird, sie sei nur geschlossen worden, eine Witwenrente für den überlebenden Partner zu sichern.

## Begriff
Der Begriff „Versorgungsehe“ ist von der Rechtsprechung entwickelt worden. Im Gesetz wird er nicht gebraucht.

## Gegenstand
Witwen oder Witwer haben in der Regel einen Anspruch auf Hinterbliebenenversorgung. Dieser Grundsatz findet sich im SGB VI und ähnlichen Gesetzen.
Im Bereich der gesetzlichen Rentenversicherung besteht ein Anspruch auf Witwen- oder Witwerrente aus § 46 Abs. 1 SGB VI, wenn folgende Voraussetzungen vorliegen:
- Tod des Versicherten
- Erfüllung der Wartezeit durch den Verstorbenen
- keine Wiederheirat

Bei Vorliegen der Voraussetzungen des § 46 Abs. 2 SGB VI ergibt sich ein Anspruch auf die sog. große Witwenrente. Als Heirat im Sinne dieser Vorschrift gilt wegen § 46 Abs. 4 SGB VI auch eine Lebenspartnerschaft.
Witwen oder Witwer besitzen aber grundsätzlich keinen Anspruch auf Hinterbliebenenleistung, wenn die Ehe nicht mindestens ein Jahr währte (§ 46 Abs. 2a SGB VI). Diese Norm, die den Anspruch ausschließt, ist parallelen Regelungen in anderen Gesetzen nachgebildet.
Mit diesem Absatz wird der Anspruch auf Witwenrente bei einer Versorgungsehe ausgeschlossen, wenn Ziel der Eheschließung die Erlangung einer Versorgung ist, wobei gesetzlich vermutet wird, dass dies regelmäßig der Fall ist, wenn ein Ehegatte innerhalb eines Jahres nach Eheschließung verstirbt. 
Die Ehezeit von einem Jahr rechnet sich ab dem Tag der standesamtlichen Heirat; für die Frist gelten die §§ 187 I, 188 BGB. Diese Vorgabe löst die widerlegbare Vermutung (Beweislastumkehrregel) aus, es handele sich um eine Versorgungsehe. Weitere Anhaltspunkte sind bei Vorliegen dieser Tatbestandsvoraussetzung nicht mehr erforderlich. Ein Nachweis, dass keine Versorgungsehe vorliegt, ist beispielsweise begründet bei einem plötzlichen unvorhersehbaren Unfalltod oder einem gemeinsamen Kind oder das Ehepaar schließt die Ehe ohne Kenntnis einer tödlich verlaufenden Krankheit. Im Fall einer Nottrauung muss der überlebende Ehegatte die gesetzliche Vermutung des Vorliegens einer Versorgungsehe widerlegen.
Die Regelung ist nach der Rechtsprechung des BSG nicht verfassungswidrig, weil es sich um ein „legitimes Anliegen des Gesetzgebers handelt, einem Missbrauch der Ehe vorzubeugen und manipulierte Folgen nicht eintreten zu lassen. Damit verstößt die Regelung nicht gegen den in Art. 6 Abs. 1 GG garantierten Schutz der Ehe, denn er schützt gerade das Institut der Ehe vor Missbrauch.“  Ein Antragsteller wird darüber hinaus auch nicht zu einem unzulässigen Eingriff in die Intimsphäre genötigt, so dass der unantastbare Kernbereich von Art. 1 Abs. 1 GG nicht berührt ist.